# Hyposoter frigidus
Hyposoter frigidus är en stekelart som först beskrevs av William Lundbeck 1897.  Hyposoter frigidus ingår i släktet Hyposoter och familjen brokparasitsteklar. Inga underarter finns listade i Catalogue of Life.